# (35443) 1998 BG42
1998 BG42 (asteroide 35443) é um asteroide da cintura principal. Possui uma excentricidade de 0.15204270 e uma inclinação de 4.01535º.
Este asteroide foi descoberto no dia 20 de janeiro de 1998 por Beijing Schmidt CCD Asteroid Program em Xinglong.